# أيج أوف إمبايرز: رايز أوف روم
عصر الإمبراطوريات: صعود روما، (بالإنجليزية: Age of Empires: The Rise of Rome)، هي حزمة تطوير خاصة بلعبة حاسوب تعتمد استراتيجية الوقت الحقيقي ومبنية على صعود الإمبراطورية الرومانية، تضيف الحزمة الحضارة الرومانية إلى الحضارات الأخرى المتوفرة في عصر الإمبراطوريات.